# Stukopiowo
Stukopiowo – dawny zaścianek i folwark. Tereny, na których były położone, leżą obecnie na Białorusi, w obwodzie witebskim, w rejonie brasławskim, w sielsowiecie Widze.
Dawnej Stukopieja a na mapie WIG figuruje jako Stukopiewo.

## Historia
W czasach zaborów w granicach powiatu nowoaleksandrowskiego Imperium Rosyjskiego.
W latach 1921–1945 zaścianek i folwark Stukopiowo leżały w Polsce, w województwie nowogródzkim (od 1926 w województwie wileńskim), w powiecie brasławskim, w gminie Widze.
Powszechny Spisu Ludności z 1921 roku wymienia jedynie folwark, w którym zamieszkiwały 4 osoby, wszystkie były wyznania rzymskokatolickiego i zadeklarowały polską przynależność narodową. Był tu 1 budynek mieszkalny. Wykaz wymienia zaścianek, który w 1931 zamieszkiwało 15 osób w dwóch domach oraz folwark z jednym domem i 8 mieszkańcami.
Miejscowości należały do parafii rzymskokatolickiej w Widzach. Podlegały pod Sąd Grodzki w Turmoncie i Okręgowy w Wilnie; właściwy urząd pocztowy mieścił się w Widzach.